# Bernd Hahn
Bernd Hahn (Elbingerode, 16 novembre 1954) è un ex slittinista tedesco orientale specializzato nel doppio, gareggiò sempre in coppia con il fratello Ulrich. Dopo la riunificazione della Germania (1990), ha acquisito la cittadinanza tedesca.

## Biografia
Gareggiò in Coppa del Mondo nella stagione d'esordio della manifestazione, nel 1977/78, conquistando il primo podio, nonché la prima vittoria, il 5 febbraio 1978 nel doppio ad Hammarstrand.
Prese parte a due edizioni dei Giochi olimpici invernali, esclusivamente nel doppio: ad Innsbruck 1976 giunse al sedicesimo posto ed a Lake Placid 1980 concluse la gara in quarta posizione.
Ai campionati mondiali ottenne tre medaglie d'oro nel doppio: a Königssee 1974, ad Hammarstrand 1975 e ad Hammarstrand 1981. Nelle rassegne continentali vinse tre medaglie d'argento ed una di bronzo, tutte nel doppio.
Conclusa la carriera agonistica divenne allenatore, lavorando per le federazioni di Francia, Svezia e Russia.

## Palmarès

### Mondiali
- 3 medaglie:
  - 3 ori (doppio a Königssee 1974; doppio a Hammarstrand 1975; doppio a Hammarstrand 1981).

### Europei
- 4 medaglie:
  - 3 argenti (doppio a Königssee 1973; doppio a Hammarstrand 1978; doppio a Valdaora 1980);
  - 1 bronzo (doppio a Valdaora 1975).

### Coppa del Mondo
- 3 podi:
  - 2 vittorie;
  - 1 secondo posto.

#### Coppa del Mondo - vittorie
| Data            | Luogo        | Paese   | Disciplina             |
| --------------- | ------------ | ------- | ---------------------- |
| 5 febbraio 1978 | Hammarstrand | Svezia  | Doppio con Ulrich Hahn |
| 11 gennaio 1981 | Imst         | Austria | Doppio con Ulrich Hahn |